# Eric Walter Elst
Eric Walter Elst (Mortsel, 30 novembre 1936 – Anversa, 2 gennaio 2022) è stato un astronomo belga.
Ha lavorato all'Osservatorio Reale del Belgio sebbene le sue scoperte siano state effettuate con la strumentazione dell'osservatorio di La Silla (Telescopio ESO) in Cile e dell'Osservatorio astronomico nazionale Rožen in Bulgaria.
Gli è stato dedicato l'asteroide 3936 Elst.

## Asteroidi scoperti
Il Minor Planet Center gli accredita le scoperte di 3870 asteroidi, effettuate tra il 1986 e il 2009, in parte in cooperazione con altri astronomi: Peter De Cat, Henri Debehogne, Sergij Ivanovič Ipatov, Violeta G. Ivanova, Thierry Pauwels, Guido Pizarro, Christian Pollas, Vladimir Georgiev Škodrov e D. Taeymans. Tra queste scoperte si annoverano l'asteroide Apollo 4486 Mithra, la cometa/asteroide 7968 Elst-Pizarro (133P/Elst-Pizarro) e più di 25 asteroidi troiani.
| 3631 Sigyn             | 25 gennaio 1987   |
| 3784 Chopin            | 31 ottobre 1986   |
| 3860 Plovdiv           | 8 agosto 1986     |
| 3870 Mayré             | 13 febbraio 1988  |
| 3903 Kliment Ohridski  | 20 settembre 1987 |
| 3910 Liszt             | 16 settembre 1988 |
| 3912 Troja             | 16 settembre 1988 |
| 3918 Brel              | 13 agosto 1988    |
| 4038 Kristina          | 21 agosto 1987    |
| 4060 Deipylos          | 17 dicembre 1987  |
| 4226 Damiaan           | 1º settembre 1989 |
| 4342 Freud             | 21 agosto 1987    |
| 4344 Buxtehude         | 11 febbraio 1988  |
| 4345 Rachmaninoff      | 11 febbraio 1988  |
| 4380 Geyer             | 14 agosto 1988    |
| 4457 van Gogh          | 3 settembre 1989  |
| 4486 Mithra            | 22 settembre 1987 |
| 4492 Debussy           | 17 settembre 1988 |
| 4501 Eurypylos         | 4 febbraio 1989   |
| 4546 Franck            | 2 marzo 1990      |
| 4609 Pizarro           | 13 febbraio 1988  |
| 4628 Laplace           | 7 settembre 1986  |
| 4635 Rimbaud           | 21 gennaio 1988   |
| 4636 Chile             | 13 febbraio 1988  |
| 4798 Mercator          | 26 settembre 1989 |
| 4804 Pasteur           | 2 dicembre 1989   |
| 4825 Ventura           | 11 febbraio 1988  |
| 4893 Seitter           | 9 agosto 1986     |
| 4943 Lac d'Orient      | 27 luglio 1987    |
| 4999 MPC               | 2 febbraio 1987   |
| 5002 Marnix            | 20 settembre 1987 |
| 5033 Mistral           | 15 agosto 1990    |
| 5108 Lübeck            | 21 agosto 1987    |
| 5115 Frimout           | 13 febbraio 1988  |
| 5127 Bruhns            | 4 febbraio 1989   |
| 5184 Cavaillé-Coll     | 16 agosto 1990    |
| 5204 Herakleitos       | 11 febbraio 1988  |
| 5232 Jordaens          | 14 agosto 1988    |
| 5254 Ulysses           | 7 novembre 1986   |
| 5260 Philvéron         | 2 settembre 1989  |
| 5350 Epetersen         | 3 aprile 1989     |
| 5351 Diderot           | 26 settembre 1989 |
| 5471 Tunguska          | 13 agosto 1988    |
| 5522 De Rop            | 3 agosto 1991     |
| 5651 Traversa          | 14 febbraio 1991  |
| 5778 Jurafrance        | 28 dicembre 1989  |
| 5780 Lafontaine        | 2 marzo 1990      |
| 5873 Archilochos       | 26 settembre 1989 |
| 5950 Leukippos         | 9 agosto 1986     |
| 5954 Epikouros         | 19 agosto 1987    |
| 5956 d'Alembert        | 13 febbraio 1988  |
| 6001 Thales            | 11 febbraio 1988  |
| 6006 Anaximandros      | 3 aprile 1989     |
| 6026 Xenophanes        | 23 gennaio 1993   |
| 6035 Citlaltépetl      | 27 luglio 1987    |
| 6036 Weinberg          | 13 febbraio 1988  |
| 6039 Parmenides        | 3 settembre 1989  |
| 6051 Anaximenes        | 30 gennaio 1992   |
| 6123 Aristoteles       | 19 settembre 1987 |
| 6129 Demokritos        | 4 settembre 1989  |
| 6143 Pythagoras        | 14 maggio 1993    |
| 6152 Empedocles        | 3 aprile 1989     |
| 6186 Zenon             | 11 febbraio 1988  |
| 6189 Völk              | 2 marzo 1989      |
| 6240 Lucretius Carus   | 26 settembre 1989 |
| 6267 Rozhen            | 20 settembre 1987 |
| 6268 Versailles        | 22 settembre 1990 |
| 6294 Czerny            | 11 febbraio 1988  |
| 6295 Schmoll           | 11 febbraio 1988  |
| 6304 Josephus Flavius  | 2 aprile 1989     |
| 6309 Elsschot          | 2 marzo 1990      |
| 6317 Dreyfus           | 16 ottobre 1990   |
| 6319 Beregovoj         | 19 novembre 1990  |
| 6404 Vanavara          | 6 agosto 1991     |
| 6437 Stroganov         | 28 agosto 1987    |
| 6480 Scarlatti         | 12 agosto 1988    |
| 6483 Nikolajvasil'ev   | 2 marzo 1990      |
| 6519 Giono             | 12 febbraio 1991  |
| 6549 Skryabin          | 13 agosto 1988    |
| 6595 Munizbarreto      | 21 agosto 1987    |
| 6604 Ilias             | 16 agosto 1990    |
| 6605 Carmontelle       | 22 settembre 1990 |
| 6647 Josse             | 8 aprile 1991     |
| 6710 Apostel           | 3 aprile 1989     |
| 6777 Balakirev         | 26 settembre 1989 |
| 6780 Borodin           | 2 marzo 1990      |
| 6798 Couperin          | 14 maggio 1993    |
| 6826 Lavoisier         | 26 settembre 1989 |
| 6829 Charmawidor       | 18 gennaio 1991   |
| 6836 Paranal           | 10 agosto 1994    |
| 6871 Verlaine          | 23 gennaio 1993   |
| 6912 Grimm             | 8 aprile 1991     |
| 6956 Holbach           | 13 febbraio 1988  |
| 6972 Helvetius         | 4 aprile 1992     |
| 6977 Jaucourt          | 20 luglio 1993    |
| 7009 Hume              | 21 agosto 1987    |
| 7010 Locke             | 28 agosto 1987    |
| 7012 Hobbes            | 11 febbraio 1988  |
| 7014 Nietzsche         | 3 aprile 1989     |
| 7015 Schopenhauer      | 16 agosto 1990    |
| 7020 Yourcenar         | 4 aprile 1992     |
| 7056 Kierkegaard       | 26 settembre 1989 |
| 7062 Meslier           | 6 agosto 1991     |
| 7064 Montesquieu       | 26 luglio 1992    |
| 7079 Baghdad           | 5 settembre 1986  |
| 7082 La Serena         | 17 dicembre 1987  |
| 7083 Kant              | 4 febbraio 1989   |
| 7095 Lamettrie         | 22 settembre 1992 |
| 7098 Réaumur           | 9 ottobre 1993    |
| 7099 Feuerbach         | 20 aprile 1996    |
| 7126 Cureau            | 8 aprile 1991     |
| 7142 Spinoza           | 12 agosto 1994    |
| 7172 Multatuli         | 17 febbraio 1988  |
| 7179 Gassendi          | 8 aprile 1991     |
| 7244 Villa-Lobos       | 5 agosto 1991     |
| 7285 Seggewiss         | 2 marzo 1990      |
| 7296 Lamarck           | 8 agosto 1992     |
| 7343 Ockeghem          | 4 aprile 1992     |
| 7346 Boulanger         | 20 febbraio 1993  |
| 7349 Ernestmaes        | 18 agosto 1993    |
| 7399 Somme             | 29 gennaio 1987   |
| 7400 Lenau             | 21 agosto 1987    |
| 7401 Toynbee           | 21 agosto 1987    |
| 7412 Linnaeus          | 22 settembre 1990 |
| 7416 Linnankoski       | 16 novembre 1990  |
| 7420 Buffon            | 4 settembre 1991  |
| 7425 Lessing           | 2 settembre 1992  |
| 7478 Hasse             | 20 luglio 1993    |
| 7537 Solvay            | 17 aprile 1996    |
| 7578 Georgböhm         | 22 settembre 1990 |
| 7587 Weckmann          | 2 febbraio 1992   |
| 7647 Etrépigny         | 26 settembre 1989 |
| 7649 Bougainville      | 22 settembre 1990 |
| 7651 Villeneuve        | 15 novembre 1990  |
| 7661 Reincken          | 10 agosto 1994    |
| 7755 Haute-Provence    | 28 dicembre 1989  |
| 7763 Crabeels          | 16 ottobre 1990   |
| 7815 Dolon             | 21 agosto 1987    |
| 7871 Tunder            | 22 settembre 1990 |
| 7881 Schieferdecker    | 2 settembre 1992  |
| 7902 Hanff             | 18 aprile 1996    |
| 7903 Albinoni          | 20 aprile 1996    |
| 7933 Magritte          | 3 aprile 1989     |
| 7934 Sinatra           | 26 settembre 1989 |
| 7947 Toland            | 30 gennaio 1992   |
| 7960 Condorcet         | 10 agosto 1994    |
| 7968 Elst-Pizarro      | 14 luglio 1996    |
| 8003 Kelvin            | 1º settembre 1987 |
| 8010 Böhnhardt         | 3 aprile 1989     |
| 8039 Grandprism        | 15 settembre 1993 |
| 8096 Émilezola         | 20 luglio 1993    |
| 8116 Jeanperrin        | 17 aprile 1996    |
| 8154 Stahl             | 15 febbraio 1988  |
| 8164 Andreasdoppler    | 16 ottobre 1990   |
| 8165 Gnädig            | 21 novembre 1990  |
| 8169 Mirabeau          | 2 agosto 1991     |
| 8175 Boerhaave         | 2 novembre 1991   |
| 8190 Bouguer           | 20 luglio 1993    |
| 8191 Mersenne          | 20 luglio 1993    |
| 8203 Jogolehmann       | 7 febbraio 1994   |
| 8205 Van Dijck         | 10 agosto 1994    |
| 8221 La Condamine      | 14 luglio 1996    |
| 8275 Inca              | 11 novembre 1990  |
| 8277 Machu-Picchu      | 8 aprile 1991     |
| 8279 Cuzco             | 6 agosto 1991     |
| 8291 Bingham           | 2 settembre 1992  |
| 8297 Gérardfaure       | 18 agosto 1993    |
| 8298 Loubna            | 22 settembre 1993 |
| 8299 Téaleoni          | 9 ottobre 1993    |
| 8308 Julie-Mélissa     | 17 aprile 1996    |
| 8345 Ulmerspatz        | 22 gennaio 1987   |
| 8353 Megryan           | 3 aprile 1989     |
| 8370 Vanlindt          | 4 settembre 1991  |
| 8386 Vanvinckenroye    | 27 gennaio 1993   |
| 8395 Rembaut           | 9 ottobre 1993    |
| 8488 d'Argens          | 26 settembre 1989 |
| 8489 Boulder           | 7 ottobre 1989    |
| 8491 Joelle-gilles     | 28 dicembre 1989  |
| 8521 Boulainvilliers   | 4 aprile 1992     |
| 8523 Bouillabaisse     | 8 agosto 1992     |
| 8524 Paoloruffini      | 2 settembre 1992  |
| 8525 Nielsabel         | 2 settembre 1992  |
| 8541 Schalkenmehren    | 9 ottobre 1993    |
| 8550 Hesiodos          | 12 agosto 1994    |
| 8643 Quercus           | 16 settembre 1988 |
| 8644 Betulapendula     | 16 settembre 1988 |
| 8647 Populus           | 2 settembre 1989  |
| 8648 Salix             | 2 settembre 1989  |
| 8649 Juglans           | 26 settembre 1989 |
| 8651 Alineraynal       | 29 dicembre 1989  |
| 8652 Acacia            | 2 marzo 1990      |
| 8656 Cupressus         | 16 agosto 1990    |
| 8657 Cedrus            | 16 agosto 1990    |
| 8665 Daun-Eifel        | 8 aprile 1991     |
| 8672 Morse             | 6 agosto 1991     |
| 8676 Lully             | 2 febbraio 1992   |
| 8685 Fauré             | 4 aprile 1992     |
| 8686 Akenside          | 26 luglio 1992    |
| 8687 Caussols          | 8 agosto 1992     |
| 8688 Delaunay          | 8 agosto 1992     |
| 8700 Gevaert           | 14 maggio 1993    |
| 8743 Kèneke            | 1º marzo 1998     |
| 8826 Corneville        | 13 agosto 1988    |
| 8832 Altenrath         | 2 marzo 1989      |
| 8833 Acer              | 3 settembre 1989  |
| 8834 Anacardium        | 26 settembre 1989 |
| 8835 Annona            | 26 settembre 1989 |
| 8836 Aquifolium        | 26 settembre 1989 |
| 8837 London            | 7 ottobre 1989    |
| 8849 Brighton          | 15 novembre 1990  |
| 8850 Bignonia          | 15 novembre 1990  |
| 8852 Buxus             | 8 aprile 1991     |
| 8856 Celastrus         | 6 giugno 1991     |
| 8857 Cercidiphyllum    | 6 agosto 1991     |
| 8858 Cornus            | 6 agosto 1991     |
| 8872 Ebenum            | 4 aprile 1992     |
| 8886 Elaeagnus         | 9 marzo 1994      |
| 8888 Tartaglia         | 8 luglio 1994     |
| 8890 Montaigne         | 10 agosto 1994    |
| 9019 Eucommia          | 28 agosto 1987    |
| 9020 Eucryphia         | 19 settembre 1987 |
| 9021 Fagus             | 14 febbraio 1988  |
| 9040 Flacourtia        | 18 gennaio 1991   |
| 9053 Hamamelis         | 2 novembre 1991   |
| 9054 Hippocastanum     | 30 dicembre 1991  |
| 9059 Dumas             | 8 agosto 1992     |
| 9071 Coudenberghe      | 19 luglio 1993    |
| 9079 Gesner            | 10 agosto 1994    |
| 9130 Galois            | 25 aprile 1998    |
| 9161 Beaufort          | 26 gennaio 1987   |
| 9171 Carolyndiane      | 4 aprile 1989     |
| 9184 Vasilij           | 2 agosto 1991     |
| 9194 Ananoff           | 26 luglio 1992    |
| 9203 Myrtus            | 9 ottobre 1993    |
| 9205 Eddywally         | 10 agosto 1994    |
| 9239 van Riebeeck      | 3 maggio 1997     |
| 9242 Olea              | 6 febbraio 1998   |
| 9246 Niemeyer          | 25 aprile 1998    |
| 9306 Pittosporum       | 2 febbraio 1987   |
| 9309 Platanus          | 20 settembre 1987 |
| 9313 Protea            | 13 febbraio 1988  |
| 9316 Rhamnus           | 12 agosto 1988    |
| 9325 Stonehenge        | 3 aprile 1989     |
| 9326 Ruta              | 26 settembre 1989 |
| 9327 Duerbeck          | 26 settembre 1989 |
| 9329 Nikolaimedtner    | 2 marzo 1990      |
| 9331 Fannyhensel       | 16 agosto 1990    |
| 9334 Moesta            | 16 ottobre 1990   |
| 9339 Kimnovak          | 8 aprile 1991     |
| 9340 Williamholden     | 6 giugno 1991     |
| 9341 Gracekelly        | 2 agosto 1991     |
| 9342 Carygrant         | 6 agosto 1991     |
| 9346 Fernandel         | 4 settembre 1991  |
| 9356 Elineke           | 30 dicembre 1991  |
| 9364 Clusius           | 23 aprile 1992    |
| 9365 Chinesewilson     | 2 settembre 1992  |
| 9376 Thionville        | 20 luglio 1993    |
| 9377 Metz              | 15 agosto 1993    |
| 9378 Nancy-Lorraine    | 18 agosto 1993    |
| 9379 Dijon             | 18 agosto 1993    |
| 9380 Mâcon             | 17 agosto 1993    |
| 9381 Lyon              | 15 settembre 1993 |
| 9383 Montélimar        | 9 ottobre 1993    |
| 9384 Aransio           | 9 ottobre 1993    |
| 9385 Avignon           | 9 ottobre 1993    |
| 9389 Condillac         | 9 marzo 1994      |
| 9392 Cavaillon         | 10 agosto 1994    |
| 9393 Apta              | 10 agosto 1994    |
| 9394 Manosque          | 10 agosto 1994    |
| 9395 Saint Michel      | 10 agosto 1994    |
| 9430 Erichthonios      | 17 aprile 1996    |
| 9446 Cicero            | 3 maggio 1997     |
| 9447 Julesbordet       | 3 maggio 1997     |
| 9452 Rogerpeeters      | 27 febbraio 1998  |
| 9468 Brewer            | 1º giugno 1998    |
| 9470 Jussieu           | 26 luglio 1998    |
| 9471 Ostend            | 26 luglio 1998    |
| 9472 Bruges            | 26 luglio 1998    |
| 9473 Ghent             | 26 luglio 1998    |
| 9561 van Eyck          | 19 agosto 1987    |
| 9562 Memling           | 1º settembre 1987 |
| 9569 Quintenmatsijs    | 11 febbraio 1988  |
| 9576 van der Weyden    | 4 febbraio 1989   |
| 9578 Klyazma           | 3 aprile 1989     |
| 9579 Passchendaele     | 3 aprile 1989     |
| 9587 Bonpland          | 16 ottobre 1990   |
| 9588 Quesnay           | 18 novembre 1990  |
| 9589 Deridder          | 21 novembre 1990  |
| 9592 Clairaut          | 8 aprile 1991     |
| 9604 Bellevanzuylen    | 30 dicembre 1991  |
| 9611 Anouck            | 2 settembre 1992  |
| 9614 Cuvier            | 27 gennaio 1993   |
| 9615 Hemerijckx        | 23 gennaio 1993   |
| 9626 Stanley           | 14 maggio 1993    |
| 9629 Servet            | 15 agosto 1993    |
| 9630 Castellion        | 15 agosto 1993    |
| 9631 Hubertreeves      | 17 settembre 1993 |
| 9633 Cotur             | 20 ottobre 1993   |
| 9638 Fuchs             | 10 agosto 1994    |
| 9639 Scherer           | 10 agosto 1994    |
| 9640 Lippens           | 12 agosto 1994    |
| 9641 Demazière         | 12 agosto 1994    |
| 9663 Zwin              | 15 aprile 1996    |
| 9664 Brueghel          | 17 aprile 1996    |
| 9748 van Ostaijen      | 4 febbraio 1989   |
| 9749 Van den Eijnde    | 3 aprile 1989     |
| 9757 Felixdejager      | 8 aprile 1991     |
| 9774 Annjudge          | 12 luglio 1993    |
| 9775 Joeferguson       | 19 luglio 1993    |
| 9778 Isabelallende     | 12 agosto 1994    |
| 9795 Deprez            | 15 aprile 1996    |
| 9797 Raes              | 18 aprile 1996    |
| 9812 Danco             | 18 settembre 1998 |
| 9839 Crabbegat         | 11 febbraio 1988  |
| 9859 Van Lierde        | 3 agosto 1991     |
| 9860 Archaeopteryx     | 6 agosto 1991     |
| 9879 Mammuthus         | 12 agosto 1994    |
| 9880 Stegosaurus       | 12 agosto 1994    |
| 9936 Al-Biruni         | 8 agosto 1986     |
| 9937 Triceratops       | 17 febbraio 1988  |
| 9941 Iguanodon         | 4 febbraio 1989   |
| 9949 Brontosaurus      | 22 settembre 1990 |
| 9951 Tyrannosaurus     | 15 novembre 1990  |
| 9954 Brachiosaurus     | 8 aprile 1991     |
| 9973 Szpilman          | 12 luglio 1993    |
| 9974 Brody             | 19 luglio 1993    |
| 10057 L'Obel           | 11 febbraio 1988  |
| 10068 Dodoens          | 4 febbraio 1989   |
| 10069 Fontenelle       | 4 febbraio 1989   |
| 10071 Paraguay         | 2 marzo 1989      |
| 10072 Uruguay          | 3 aprile 1989     |
| 10073 Peterhiscocks    | 3 aprile 1989     |
| 10074 Van den Berghe   | 3 aprile 1989     |
| 10075 Campeche         | 3 aprile 1989     |
| 10079 Meunier          | 2 dicembre 1989   |
| 10088 Digne            | 22 settembre 1990 |
| 10089 Turgot           | 22 settembre 1990 |
| 10093 Diesel           | 18 novembre 1990  |
| 10101 Fourier          | 30 gennaio 1992   |
| 10111 Fresnel          | 25 luglio 1992    |
| 10119 Remarque         | 18 dicembre 1992  |
| 10120 Ypres            | 18 dicembre 1992  |
| 10121 Arzamas          | 27 gennaio 1993   |
| 10122 Fröding          | 27 gennaio 1993   |
| 10136 Gauguin          | 20 luglio 1993    |
| 10137 Thucydides       | 15 agosto 1993    |
| 10139 Ronsard          | 19 settembre 1993 |
| 10140 Villon           | 19 settembre 1993 |
| 10151 Rubens           | 12 agosto 1994    |
| 10183 Ampère           | 15 aprile 1996    |
| 10184 Galvani          | 18 aprile 1996    |
| 10185 Gaudi            | 18 aprile 1996    |
| 10186 Albéniz          | 20 aprile 1996    |
| 10303 Fréret           | 2 settembre 1989  |
| 10305 Grignard         | 29 dicembre 1989  |
| 10306 Pagnol           | 21 agosto 1990    |
| 10310 Delacroix        | 16 agosto 1990    |
| 10311 Fantin-Latour    | 16 agosto 1990    |
| 10316 Williamturner    | 22 settembre 1990 |
| 10323 Frazer           | 14 novembre 1990  |
| 10325 Bexa             | 18 novembre 1990  |
| 10327 Batens           | 21 novembre 1990  |
| 10330 Durkheim         | 8 aprile 1991     |
| 10334 Gibbon           | 3 agosto 1991     |
| 10347 Murom            | 23 aprile 1992    |
| 10350 Spallanzani      | 26 luglio 1992    |
| 10354 Guillaumebudé    | 27 gennaio 1993   |
| 10356 Rudolfsteiner    | 15 settembre 1993 |
| 10358 Kirchhoff        | 9 ottobre 1993    |
| 10361 Bunsen           | 12 agosto 1994    |
| 10374 Etampes          | 15 aprile 1996    |
| 10377 Kilimanjaro      | 14 luglio 1996    |
| 10378 Ingmarbergman    | 14 luglio 1996    |
| 10380 Berwald          | 8 agosto 1996     |
| 10506 Rydberg          | 13 febbraio 1988  |
| 10509 Heinrichkayser   | 3 aprile 1989     |
| 10510 Maxschreier      | 3 aprile 1989     |
| 10523 D'Haveloose      | 22 settembre 1990 |
| 10524 Maniewski        | 22 settembre 1990 |
| 10529 Giessenburg      | 16 novembre 1990  |
| 10541 Malesherbes      | 31 dicembre 1991  |
| 10542 Ruckers          | 2 febbraio 1992   |
| 10549 Helsingborg      | 2 settembre 1992  |
| 10550 Malmö            | 2 settembre 1992  |
| 10551 Göteborg         | 18 dicembre 1992  |
| 10552 Stockholm        | 22 gennaio 1993   |
| 10557 Rowland          | 15 settembre 1993 |
| 10558 Karlstad         | 15 settembre 1993 |
| 10586 Jansteen         | 22 maggio 1996    |
| 10587 Strindberg       | 14 luglio 1996    |
| 10612 Houffalize       | 3 maggio 1997     |
| 10637 Heimlich         | 26 agosto 1998    |
| 10726 Elodie           | 28 gennaio 1987   |
| 10733 Georgesand       | 11 febbraio 1988  |
| 10734 Wieck            | 13 febbraio 1988  |
| 10735 Seine            | 15 febbraio 1988  |
| 10758 Aldoushuxley     | 22 settembre 1990 |
| 10769 Minas Gerais     | 16 ottobre 1990   |
| 10770 Belo Horizonte   | 15 novembre 1990  |
| 10771 Ouro Prêto       | 15 novembre 1990  |
| 10780 Apollinaire      | 2 agosto 1991     |
| 10784 Noailles         | 4 settembre 1991  |
| 10785 Dejaiffe         | 4 settembre 1991  |
| 10792 Ecuador          | 2 febbraio 1992   |
| 10793 Quito            | 2 febbraio 1992   |
| 10797 Guatemala        | 4 aprile 1992     |
| 10799 Yucatán          | 26 luglio 1992    |
| 10806 Mexico           | 23 marzo 1993     |
| 10820 Offenbach        | 18 agosto 1993    |
| 10830 Desforges        | 20 ottobre 1993   |
| 10838 Lebon            | 9 marzo 1994      |
| 10866 Peru             | 14 luglio 1996    |
| 10867 Lima             | 14 luglio 1996    |
| 10934 Pauldelvaux      | 27 febbraio 1998  |
| 11039 Raynal           | 3 aprile 1989     |
| 11040 Wundt            | 3 settembre 1989  |
| 11041 Fechner          | 26 settembre 1989 |
| 11042 Ernstweber       | 3 novembre 1989   |
| 11051 Racine           | 15 novembre 1990  |
| 11055 Honduras         | 8 aprile 1991     |
| 11056 Volland          | 6 giugno 1991     |
| 11063 Poynting         | 2 novembre 1991   |
| 11073 Cavell           | 2 settembre 1992  |
| 11082 Spilliaert       | 14 maggio 1993    |
| 11083 Caracas          | 15 settembre 1993 |
| 11085 Isala            | 17 settembre 1993 |
| 11090 Popelin          | 7 febbraio 1994   |
| 11094 Cuba             | 10 agosto 1994    |
| 11095 Havana           | 12 agosto 1994    |
| 11166 Anatolefrance    | 27 febbraio 1998  |
| 11278 Telesio          | 26 settembre 1989 |
| 11289 Frescobaldi      | 2 agosto 1991     |
| 11298 Gide             | 2 settembre 1992  |
| 11299 Annafreud        | 22 settembre 1992 |
| 11302 Rubicon          | 27 gennaio 1993   |
| 11309 Malus            | 15 agosto 1993    |
| 11314 Charcot          | 8 luglio 1994     |
| 11315 Salpêtrière      | 8 luglio 1994     |
| 11332 Jameswatt        | 15 aprile 1996    |
| 11334 Rio de Janeiro   | 18 aprile 1996    |
| 11335 Santiago         | 20 aprile 1996    |
| 11336 Piranesi         | 14 luglio 1996    |
| 11349 Witten           | 3 maggio 1997     |
| 11363 Vives            | 1º marzo 1998     |
| 11379 Flaubert         | 21 settembre 1998 |
| 11384 Sartre           | 18 settembre 1998 |
| 11385 Beauvoir         | 20 settembre 1998 |
| 11484 Daudet           | 17 febbraio 1988  |
| 11498 Julgeerts        | 3 aprile 1989     |
| 11499 Duras            | 2 settembre 1989  |
| 11506 Toulouse-Lautrec | 2 marzo 1990      |
| 11509 Thersilochos     | 15 novembre 1990  |
| 11510 Borges           | 11 novembre 1990  |
| 11518 Jung             | 8 aprile 1991     |
| 11519 Adler            | 8 aprile 1991     |
| 11520 Fromm            | 8 aprile 1991     |
| 11521 Erikson          | 10 aprile 1991    |
| 11524 Pleyel           | 2 agosto 1991     |
| 11530 d'Indy           | 2 febbraio 1992   |
| 11542 Solikamsk        | 22 settembre 1992 |
| 11552 Boucolion        | 27 gennaio 1993   |
| 11553 Scheria          | 27 gennaio 1993   |
| 11554 Asios            | 22 gennaio 1993   |
| 11571 Daens            | 20 luglio 1993    |
| 11572 Schindler        | 15 settembre 1993 |
| 11574 d'Alviella       | 16 gennaio 1994   |
| 11577 Einasto          | 8 febbraio 1994   |
| 11581 Philipdejager    | 10 agosto 1994    |
| 11582 Bleuler          | 10 agosto 1994    |
| 11583 Breuer           | 12 agosto 1994    |
| 11584 Ferenczi         | 10 agosto 1994    |
| 11585 Orlandelassus    | 3 settembre 1994  |
| 11842 Kap'bos          | 22 gennaio 1987   |
| 11844 Ostwald          | 22 agosto 1987    |
| 11846 Verminnen        | 21 settembre 1987 |
| 11848 Paullouka        | 11 febbraio 1988  |
| 11849 Fauvel           | 15 febbraio 1988  |
| 11870 Sverige          | 7 ottobre 1989    |
| 11871 Norge            | 7 ottobre 1989    |
| 11874 Gringauz         | 2 dicembre 1989   |
| 11875 Rhône            | 28 dicembre 1989  |
| 11876 Doncarpenter     | 2 marzo 1990      |
| 11881 Mirstation       | 20 agosto 1990    |
| 11895 Dehant           | 8 aprile 1991     |
| 11896 Camelbeeck       | 8 aprile 1991     |
| 11897 Lemaire          | 8 aprile 1991     |
| 11898 Dedeyn           | 10 aprile 1991    |
| 11900 Spinoy           | 6 giugno 1991     |
| 11905 Giacometti       | 6 novembre 1991   |
| 11908 Nicaragua        | 4 aprile 1992     |
| 11912 Piedade          | 30 luglio 1992    |
| 11913 Svarna           | 2 settembre 1992  |
| 11914 Sinachopoulos    | 2 settembre 1992  |
| 11926 Orinoco          | 18 dicembre 1992  |
| 11942 Guettard         | 12 luglio 1993    |
| 11943 Davidhartley     | 20 luglio 1993    |
| 11944 Shaftesbury      | 20 luglio 1993    |
| 11945 Amsterdam        | 15 agosto 1993    |
| 11946 Bayle            | 15 agosto 1993    |
| 11947 Kimclijsters     | 15 agosto 1993    |
| 11948 Justinehénin     | 18 agosto 1993    |
| 11950 Morellet         | 19 settembre 1993 |
| 11956 Tamarakate       | 8 febbraio 1994   |
| 11958 Galiani          | 9 marzo 1994      |
| 11963 Ignace           | 10 agosto 1994    |
| 11964 Prigogine        | 10 agosto 1994    |
| 11965 Catullus         | 12 agosto 1994    |
| 11966 Plateau          | 12 agosto 1994    |
| 11967 Boyle            | 12 agosto 1994    |
| 11968 Demariotte       | 12 agosto 1994    |
| 11969 Gay-Lussac       | 10 agosto 1994    |
| 11984 Manet            | 20 ottobre 1995   |
| 12052 Aretaon          | 3 maggio 1997     |
| 12059 du Châtelet      | 1º marzo 1998     |
| 12095 Pinel            | 25 aprile 1998    |
| 12100 Amiens           | 25 aprile 1998    |
| 12111 Ulm              | 1º giugno 1998    |
| 12238 Actor            | 17 dicembre 1987  |
| 12239 Carolinakou      | 13 febbraio 1988  |
| 12257 Lassine          | 3 aprile 1989     |
| 12258 Oscarwilde       | 3 aprile 1989     |
| 12259 Szukalski        | 26 settembre 1989 |
| 12261 Ledouanier       | 7 ottobre 1989    |
| 12270 Bozar            | 16 agosto 1990    |
| 12275 Marcelgoffin     | 15 novembre 1990  |
| 12276 IJzer            | 18 novembre 1990  |
| 12279 Laon             | 16 novembre 1990  |
| 12280 Reims            | 16 novembre 1990  |
| 12281 Chaumont         | 16 novembre 1990  |
| 12282 Crombecq         | 21 gennaio 1991   |
| 12286 Poiseuille       | 8 aprile 1991     |
| 12287 Langres          | 8 aprile 1991     |
| 12288 Verdun           | 8 aprile 1991     |
| 12289 Carnot           | 8 aprile 1991     |
| 12291 Gohnaumann       | 6 giugno 1991     |
| 12292 Dalton           | 6 giugno 1991     |
| 12294 Avogadro         | 2 agosto 1991     |
| 12295 Tasso            | 2 agosto 1991     |
| 12301 Eötvös           | 4 settembre 1991  |
| 12320 Loschmidt        | 8 agosto 1992     |
| 12324 Van Rompaey      | 2 settembre 1992  |
| 12325 Bogota           | 2 settembre 1992  |
| 12339 Carloo           | 18 dicembre 1992  |
| 12340 Stalle           | 18 dicembre 1992  |
| 12341 Calevoet         | 27 gennaio 1993   |
| 12352 Jepejacobsen     | 20 luglio 1993    |
| 12353 Márquez          | 20 luglio 1993    |
| 12354 Hemmerechts      | 18 agosto 1993    |
| 12355 Coelho           | 18 agosto 1993    |
| 12356 Carlscheele      | 15 settembre 1993 |
| 12363 Marinmarais      | 9 ottobre 1993    |
| 12368 Mutsaers         | 7 febbraio 1994   |
| 12369 Pirandello       | 8 febbraio 1994   |
| 12376 Cochabamba       | 8 luglio 1994     |
| 12379 Thulin           | 10 agosto 1994    |
| 12380 Sciascia         | 10 agosto 1994    |
| 12381 Hugoclaus        | 12 agosto 1994    |
| 12444 Prothoon         | 15 aprile 1996    |
| 12481 Streuvels        | 12 marzo 1997     |
| 12490 Leiden           | 3 maggio 1997     |
| 12491 Musschenbroek    | 3 maggio 1997     |
| 12492 Tanais           | 3 maggio 1997     |
| 12524 Conscience       | 25 aprile 1998    |
| 12526 de Coninck       | 25 aprile 1998    |
| 12534 Janhoet          | 1º giugno 1998    |
| 12540 Picander         | 26 luglio 1998    |
| 12567 Herreweghe       | 21 settembre 1998 |
| 12687 de Valory        | 17 dicembre 1987  |
| 12688 Baekeland        | 13 febbraio 1988  |
| 12695 Utrecht          | 1º aprile 1989    |
| 12696 Camus            | 26 settembre 1989 |
| 12697 Verhaeren        | 26 settembre 1989 |
| 12701 Chénier          | 15 aprile 1990    |
| 12702 Panamarenko      | 22 settembre 1990 |
| 12708 Van Straten      | 16 ottobre 1990   |
| 12709 Bergen op Zoom   | 15 novembre 1990  |
| 12710 Breda            | 15 novembre 1990  |
| 12715 Godin            | 8 aprile 1991     |
| 12716 Delft            | 8 aprile 1991     |
| 12718 Le Gentil        | 6 giugno 1991     |
| 12719 Pingré           | 6 giugno 1991     |
| 12722 Petrarca         | 10 agosto 1991    |
| 12727 Cavendish        | 14 agosto 1991    |
| 12742 Delisle          | 26 luglio 1992    |
| 12747 Michageffert     | 18 dicembre 1992  |
| 12750 Berthollet       | 18 febbraio 1993  |
| 12755 Balmer           | 20 luglio 1993    |
| 12757 Yangtze          | 14 settembre 1993 |
| 12759 Joule            | 9 ottobre 1993    |
| 12760 Maxwell          | 9 ottobre 1993    |
| 12761 Pauwels          | 9 ottobre 1993    |
| 12766 Paschen          | 9 novembre 1993   |
| 12773 Lyman            | 10 agosto 1994    |
| 12774 Pfund            | 12 agosto 1994    |
| 12775 Brackett         | 12 agosto 1994    |
| 12776 Reynolds         | 12 agosto 1994    |
| 12817 Federica         | 22 marzo 1996     |
| 12838 Adamsmith        | 9 marzo 1997      |
| 12845 Crick            | 3 maggio 1997     |
| 12850 Axelmunthe       | 6 febbraio 1998   |
| 12867 Joëloïc          | 1º giugno 1998    |
| 12873 Clausewitz       | 26 luglio 1998    |
| 12895 Balbastre        | 26 agosto 1998    |
| 12896 Geoffroy         | 26 agosto 1998    |
| 13011 Loeillet         | 26 agosto 1987    |
| 13027 Geeraerts        | 3 aprile 1989     |
| 13031 Durance          | 26 settembre 1989 |
| 13032 Tarn             | 7 ottobre 1989    |
| 13033 Gardon           | 7 ottobre 1989    |
| 13037 Potosi           | 2 marzo 1990      |
| 13038 Woolston         | 2 marzo 1990      |
| 13044 Wannes           | 16 agosto 1990    |
| 13045 Vermandere       | 16 agosto 1990    |
| 13052 Las Casas        | 22 settembre 1990 |
| 13053 Bertrandrussell  | 22 settembre 1990 |
| 13058 Alfredstevens    | 19 novembre 1990  |
| 13059 Ducuroir         | 18 gennaio 1991   |
| 13064 Haemhouts        | 6 agosto 1991     |
| 13069 Umbertoeco       | 6 settembre 1991  |
| 13070 Seanconnery      | 8 settembre 1991  |
| 13079 Toots            | 2 febbraio 1992   |
| 13085 Borlaug          | 23 aprile 1992    |
| 13087 Chastellux       | 30 luglio 1992    |
| 13088 Filipportera     | 8 agosto 1992     |
| 13096 Tigris           | 27 gennaio 1993   |
| 13097 Lamoraal         | 23 gennaio 1993   |
| 13109 Berzelius        | 14 maggio 1993    |
| 13112 Montmorency      | 18 agosto 1993    |
| 13113 Williamyeats     | 15 settembre 1993 |
| 13114 Isabelgodin      | 19 settembre 1993 |
| 13115 Jeangodin        | 17 settembre 1993 |
| 13116 Hortensia        | 9 ottobre 1993    |
| 13117 Pondicherry      | 9 ottobre 1993    |
| 13118 La Harpe         | 20 ottobre 1993   |
| 13121 Tisza            | 7 febbraio 1994   |
| 13122 Drava            | 7 febbraio 1994   |
| 13125 Tobolsk          | 10 agosto 1994    |
| 13126 Calbuco          | 10 agosto 1994    |
| 13127 Jeroenbrouwers   | 12 agosto 1994    |
| 13128 Aleppo           | 12 agosto 1994    |
| 13129 Poseidonios      | 12 agosto 1994    |
| 13130 Dylanthomas      | 12 agosto 1994    |
| 13131 Palmyra          | 12 agosto 1994    |
| 13132 Ortelius         | 12 agosto 1994    |
| 13133 Jandecleir       | 10 agosto 1994    |
| 13177 Hansschmidt      | 17 aprile 1996    |
| 13178 Catalan          | 18 aprile 1996    |
| 13179 Johncochrane     | 18 aprile 1996    |
| 13180 Fourcroy         | 18 aprile 1996    |
| 13184 Augeias          | 4 ottobre 1996    |
| 13185 Agasthenes       | 5 ottobre 1996    |
| 13209 Arnhem           | 9 aprile 1997     |
| 13212 Jayleno          | 3 maggio 1997     |
| 13213 Maclaurin        | 3 maggio 1997     |
| 13214 Chirikov         | 3 maggio 1997     |
| 13238 Lambeaux         | 25 aprile 1998    |
| 13253 Stejneger        | 26 luglio 1998    |
| 13254 Kekulé           | 26 luglio 1998    |
| 13256 Marne            | 26 luglio 1998    |
| 13293 Mechelen         | 26 agosto 1998    |
| 13294 Rockox           | 25 agosto 1998    |
| 13350 Gmelin           | 20 settembre 1998 |
| 13351 Zibeline         | 20 settembre 1998 |
| 13352 Gyssens          | 18 settembre 1998 |
| 13498 Al Chwarizmi     | 6 agosto 1986     |
| 13509 Guayaquil        | 4 aprile 1989     |
| 13513 Manila           | 2 marzo 1990      |
| 13520 Félicienrops     | 15 novembre 1990  |
| 13523 Vanhassel        | 6 giugno 1991     |
| 13525 Paulledoux       | 2 agosto 1991     |
| 13526 Libbrecht        | 3 agosto 1991     |
| 13533 Junili           | 4 settembre 1991  |
| 13534 Alain-Fournier   | 4 settembre 1991  |
| 13560 La Pérouse       | 2 settembre 1992  |
| 13579 Allodd           | 12 luglio 1993    |
| 13580 de Saussure      | 20 luglio 1993    |
| 13583 Bosret           | 9 ottobre 1993    |
| 13585 Justinsmith      | 9 ottobre 1993    |
| 13586 Copenhagen       | 9 ottobre 1993    |
| 13599 Lisbon           | 12 agosto 1994    |
| 13602 Pierreboulez     | 10 agosto 1994    |
| 13641 de Lesseps       | 15 aprile 1996    |
| 13644 Lynnanderson     | 17 aprile 1996    |
| 13647 Rey              | 20 aprile 1996    |
| 13650 Perimedes        | 4 ottobre 1996    |
| 13657 Badinter         | 8 marzo 1997      |
| 13669 Swammerdam       | 3 maggio 1997     |
| 13703 Romero           | 26 luglio 1998    |
| 13770 Commerson        | 20 settembre 1998 |
| 13772 Livius           | 18 settembre 1998 |
| 13788 Dansolander      | 18 ottobre 1998   |
| 13952 Nykvist          | 22 settembre 1990 |
| 13956 Banks            | 15 novembre 1990  |
| 13962 Delambre         | 3 agosto 1991     |
| 13963 Euphrates        | 3 agosto 1991     |
| 13964 La Billardière   | 3 agosto 1991     |
| 13975 Beatrixpotter    | 30 gennaio 1992   |
| 13982 Thunberg         | 2 settembre 1992  |
| 14003 Waynegilmore     | 20 luglio 1993    |
| 14015 Senancour        | 16 gennaio 1994   |
| 14016 Steller          | 16 gennaio 1994   |
| 14019 Pourbus          | 10 agosto 1994    |
| 14069 Krasheninnikov   | 18 aprile 1996    |
| 14354 Kolesnikov       | 21 agosto 1987    |
| 14360 Ipatov           | 13 febbraio 1988  |
| 14400 Baudot           | 16 novembre 1990  |
| 14403 de Machault      | 8 aprile 1991     |
| 14411 Clérambault      | 6 settembre 1991  |
| 14439 Evermeersch      | 2 settembre 1992  |
| 14467 Vranckx          | 20 luglio 1993    |
| 14468 Ottostern        | 19 luglio 1993    |
| 14479 Plekhanov        | 8 febbraio 1994   |
| 14513 Alicelindner     | 15 aprile 1996    |
| 14519 Ural             | 8 ottobre 1996    |
| 14600 Gainsbourg       | 21 settembre 1998 |
| 14611 Elsaadawi        | 20 settembre 1998 |
| 14612 Irtish           | 18 settembre 1998 |
| 14831 Gentileschi      | 22 gennaio 1987   |
| 14832 Alechinsky       | 27 agosto 1987    |
| 14872 Hoher List       | 23 ottobre 1990   |
| 14876 Dampier          | 18 novembre 1990  |
| 14877 Zauberflöte      | 19 novembre 1990  |
| 14885 Paskoff          | 6 settembre 1991  |
| 14909 Kamchatka        | 14 agosto 1993    |
| 14914 Moreux           | 9 ottobre 1993    |
| 14961 d'Auteroche      | 8 giugno 1996     |
| 15022 Francinejackson  | 20 settembre 1998 |
| 15239 Stenhammar       | 4 febbraio 1989   |
| 15249 Capodimonte      | 28 dicembre 1989  |
| 15267 Kolyma           | 15 novembre 1990  |
| 15268 Wendelinefroger  | 18 novembre 1990  |
| 15273 Ruhmkorff        | 8 aprile 1991     |
| 15278 Pâquet           | 6 agosto 1991     |
| 15329 Sabena           | 17 settembre 1993 |
| 15332 CERN             | 9 ottobre 1993    |
| 15355 Maupassant       | 2 gennaio 1995    |
| 15372 Agrigento        | 8 ottobre 1996    |
| 15417 Babylon          | 27 febbraio 1998  |
| 15732 Vitusbering      | 15 novembre 1990  |
| 15735 Andakerkhoven    | 18 novembre 1990  |
| 15742 Laurabassi       | 6 giugno 1991     |
| 15745 Yuliya           | 3 agosto 1991     |
| 15752 Eluard           | 30 gennaio 1992   |
| 15766 Strahlenberg     | 22 gennaio 1993   |
| 15783 Briancox         | 14 agosto 1993    |
| 15785 de Villegas      | 18 agosto 1993    |
| 15804 Yenisei          | 9 marzo 1994      |
| 15861 Ispahan          | 17 aprile 1996    |
| 15963 Koeberl          | 6 febbraio 1998   |
| 15969 Charlesgreen     | 1º marzo 1998     |
| 16413 Abulghazi        | 28 gennaio 1987   |
| 16414 Le Procope       | 25 agosto 1987    |
| 16421 Roadrunner       | 22 gennaio 1988   |
| 16424 Davaine          | 11 febbraio 1988  |
| 16425 Chuckyeager      | 11 febbraio 1988  |
| 16444 Godefroy         | 3 aprile 1989     |
| 16445 Klimt            | 3 aprile 1989     |
| 16447 Vauban           | 3 settembre 1989  |
| 16450 Messerschmidt    | 26 settembre 1989 |
| 16479 Paulze           | 20 agosto 1990    |
| 16481 Thames           | 16 agosto 1990    |
| 16494 Oka              | 22 settembre 1990 |
| 16497 Toinevermeylen   | 22 settembre 1990 |
| 16498 Passau           | 22 settembre 1990 |
| 16513 Vasks            | 15 novembre 1990  |
| 16543 Rosetta          | 5 settembre 1991  |
| 16560 Daitor           | 2 novembre 1991   |
| 16563 Ob               | 30 gennaio 1992   |
| 16564 Coriolis         | 30 gennaio 1992   |
| 16583 Oersted          | 26 luglio 1992    |
| 16598 Brugmansia       | 18 dicembre 1992  |
| 16646 Sparrman         | 19 settembre 1993 |
| 16647 Robbydesmet      | 17 settembre 1993 |
| 16648 Hossi            | 17 settembre 1993 |
| 16674 Birkeland        | 16 gennaio 1994   |
| 16689 Vistula          | 12 agosto 1994    |
| 16740 Kipthorne        | 22 maggio 1996    |
| 16908 Groeselenberg    | 17 febbraio 1998  |
| 16909 Miladejager      | 27 febbraio 1998  |
| 17410 Zitarrosa        | 13 febbraio 1988  |
| 17427 Poe              | 4 febbraio 1989   |
| 17429 Ianhowarth       | 3 aprile 1989     |
| 17431 Sainte-Colombe   | 3 settembre 1989  |
| 17435 di Giovanni      | 26 settembre 1989 |
| 17437 Stekene          | 26 settembre 1989 |
| 17438 Quasimodo        | 26 settembre 1989 |
| 17439 Juliesan         | 7 ottobre 1989    |
| 17445 Avatcha          | 28 dicembre 1989  |
| 17452 Amurreka         | 16 agosto 1990    |
| 17466 Vargasllosa      | 15 novembre 1990  |
| 17506 Walschap         | 4 aprile 1992     |
| 17519 Pritsak          | 18 dicembre 1992  |
| 17521 Kiek             | 27 gennaio 1993   |
| 17543 Sosva            | 14 agosto 1993    |
| 17700 Oleksiygolubov   | 7 aprile 1997     |
| 17770 Baumé            | 1º marzo 1998     |
| 17771 Elsheimer        | 1º marzo 1998     |
| 18343 Asja             | 2 ottobre 1989    |
| 18379 Josévandam       | 6 novembre 1991   |
| 18381 Massenet         | 30 dicembre 1991  |
| 18449 Rikwouters       | 12 agosto 1994    |
| 18493 Demoleon         | 17 aprile 1996    |
| 18562 Ellenkey         | 8 marzo 1997      |
| 18611 Baudelaire       | 6 febbraio 1998   |
| 18643 van Rysselberghe | 1º marzo 1998     |
| 19130 Tytgat           | 11 febbraio 1988  |
| 19132 Le Clézio        | 13 febbraio 1988  |
| 19137 Copiapó          | 4 febbraio 1989   |
| 19141 Poelkapelle      | 26 settembre 1989 |
| 19142 Langemarck       | 26 settembre 1989 |
| 19148 Alaska           | 28 dicembre 1989  |
| 19149 Boccaccio        | 2 marzo 1990      |
| 19175 Peterpiot        | 2 agosto 1991     |
| 19188 Dittebesard      | 30 dicembre 1991  |
| 19226 Peiresc          | 15 settembre 1993 |
| 19235 van Schurman     | 9 novembre 1993   |
| 19250 Poullain         | 12 agosto 1994    |
| 19386 Axelcronstedt    | 6 febbraio 1998   |
| 19393 Davidthompson    | 27 febbraio 1998  |
| 19400 Emileclaus       | 1º marzo 1998     |
| 19482 Harperlee        | 25 aprile 1998    |
| 19504 Vladalekseev     | 1º giugno 1998    |
| 19517 Robertocarlos    | 18 settembre 1998 |
| 19981 Bialystock       | 29 dicembre 1989  |
| 19998 Binoche          | 18 novembre 1990  |
| 19999 Depardieu        | 18 gennaio 1991   |
| 20004 Audrey-Lucienne  | 8 aprile 1991     |
| 20005 Zagarella        | 8 aprile 1991     |
| 20010 Tomfrench        | 2 agosto 1991     |
| 20021 Kevinkell        | 6 novembre 1991   |
| 20024 Mayrémartínez    | 30 gennaio 1992   |
| 20032 McNish           | 8 agosto 1992     |
| 20033 Michaelnoble     | 8 agosto 1992     |
| 20044 Vitoux           | 23 marzo 1993     |
| 20058 Bundalian        | 20 luglio 1993    |
| 20059 Debswoboda       | 20 luglio 1993    |
| 20060 Johannforster    | 15 agosto 1993    |
| 20061 Bilitza          | 16 agosto 1993    |
| 20063 Kanakoseki       | 15 settembre 1993 |
| 20064 Prahladagrawal   | 15 settembre 1993 |
| 20065 Kminek           | 15 settembre 1993 |
| 20067 Marthanieves     | 9 ottobre 1993    |
| 20068 Peterbarthel     | 9 ottobre 1993    |
| 20069 Monyer           | 9 ottobre 1993    |
| 20077 Borispodolsky    | 7 febbraio 1994   |
| 20078 Nathanrosen      | 8 febbraio 1994   |
| 20082 Yannlecun        | 9 marzo 1994      |
| 20224 Johnrae          | 3 maggio 1997     |
| 20237 Clavius          | 6 febbraio 1998   |
| 20243 Den Bosch        | 25 febbraio 1998  |
| 20252 Eyjafjallajökull | 1º marzo 1998     |
| 20358 Dalem            | 25 aprile 1998    |
| 21000 L'Encyclopédie   | 26 gennaio 1987   |
| 21009 Agilkia          | 12 agosto 1988    |
| 21029 Adorno           | 7 ottobre 1989    |
| 21047 Hodierna         | 22 settembre 1990 |
| 21054 Ojmjakon         | 15 novembre 1990  |
| 21057 Garikisraelian   | 8 aprile 1991     |
| 21064 Yangliwei        | 6 giugno 1991     |
| 21087 Petsimpallas     | 30 gennaio 1992   |
| 21088 Chelyabinsk      | 30 gennaio 1992   |
| 21104 Sveshnikov       | 8 agosto 1992     |
| 21114 Bernson          | 2 settembre 1992  |
| 21128 Chapuis          | 27 gennaio 1993   |
| 21284 Pandion          | 5 ottobre 1996    |
| 21564 Widmanstätten    | 26 agosto 1998    |
| 22283 Pytheas          | 6 agosto 1986     |
| 22292 Mosul            | 26 settembre 1989 |
| 22299 Georgesteiner    | 15 aprile 1990    |
| 22341 Francispoulenc   | 8 agosto 1992     |
| 22647 Lévi-Strauss     | 26 luglio 1998    |
| 22692 Carfrekahl       | 26 agosto 1998    |
| 22694 Tyndall          | 26 agosto 1998    |
| 22739 Sikhote-Alin     | 18 settembre 1998 |
| 22740 Rayleigh         | 20 settembre 1998 |
| 23450 Birkenstock      | 13 febbraio 1988  |
| 23477 Wallenstadt      | 18 novembre 1990  |
| 23549 Epicles          | 9 marzo 1994      |
| 23617 Duna             | 17 aprile 1996    |
| 23688 Josephjoachim    | 3 maggio 1997     |
| 23689 Jancuypers       | 3 maggio 1997     |
| 23691 Jefneve          | 3 maggio 1997     |
| 24663 Philae           | 12 agosto 1988    |
| 24679 Van Rensbergen   | 3 novembre 1989   |
| 24681 Granados         | 29 dicembre 1989  |
| 24701 Elyu-Ene         | 15 novembre 1990  |
| 24709 Mitau            | 6 agosto 1991     |
| 24732 Leonardcohen     | 2 febbraio 1992   |
| 24794 Kurland          | 20 ottobre 1993   |
| 24945 Houziaux         | 7 giugno 1997     |
| 26122 Antonysutton     | 2 febbraio 1992   |
| 26183 Henrigodard      | 17 aprile 1996    |
| 26849 De Paepe         | 23 aprile 1992    |
| 26851 Sarapul          | 30 luglio 1992    |
| 26857 Veracruz         | 19 febbraio 1993  |
| 26871 Tanezrouft       | 9 ottobre 1993    |
| 26883 Marcelproust     | 12 agosto 1994    |
| 26922 Samara           | 8 ottobre 1996    |
| 27709 Orenburg         | 13 febbraio 1988  |
| 27718 Gouda            | 2 aprile 1989     |
| 27719 Fast             | 26 settembre 1989 |
| 27724 Jeannoël         | 21 agosto 1990    |
| 27736 Ekaterinburg     | 22 settembre 1990 |
| 27775 Lilialmanzor     | 2 febbraio 1992   |
| 27789 Astrakhan        | 23 gennaio 1993   |
| 27792 Fridakahlo       | 20 febbraio 1993  |
| 27938 Guislain         | 3 maggio 1997     |
| 28059 Kiliaan          | 26 luglio 1998    |
| 29132 Bradpitt         | 22 gennaio 1987   |
| 29160 São Paulo        | 26 settembre 1989 |
| 29187 Le Monnier       | 16 ottobre 1990   |
| 29189 Udinsk           | 16 ottobre 1990   |
| 29193 Dolphyn          | 18 novembre 1990  |
| 29210 Robertbrown      | 4 settembre 1991  |
| 29220 Xavierbaptista   | 30 gennaio 1992   |
| 29244 Van Damme        | 26 luglio 1992    |
| 29298 Cruls            | 16 settembre 1993 |
| 29307 Torbernbergman   | 9 ottobre 1993    |
| 29311 Lesire           | 16 gennaio 1994   |
| 29314 Eurydamas        | 8 febbraio 1994   |
| 30773 Schelde          | 6 settembre 1986  |
| 30797 Chimborazo       | 4 febbraio 1989   |
| 30832 Urbaincreve      | 16 ottobre 1990   |
| 30835 Waterloo         | 21 novembre 1990  |
| 30857 Parsec           | 31 dicembre 1991  |
| 30881 Robertstevenson  | 2 settembre 1992  |
| 30928 Jefferson        | 9 ottobre 1993    |
| 30936 Basra            | 16 gennaio 1994   |
| 30937 Bashkirtseff     | 16 gennaio 1994   |
| 30938 Montmartre       | 16 gennaio 1994   |
| 30939 Samaritaine      | 16 gennaio 1994   |
| 30942 Helicaon         | 8 febbraio 1994   |
| 30955 Weiser           | 12 agosto 1994    |
| 31031 Altiplano        | 18 aprile 1996    |
| 31032 Scheidemann      | 20 aprile 1996    |
| 31037 Mydon            | 20 aprile 1996    |
| 31097 Nucciomula       | 3 maggio 1997     |
| 31266 Tournefort       | 1º marzo 1998     |
| 31267 Kuldiga          | 1º marzo 1998     |
| 31338 Lipperhey        | 25 aprile 1998    |
| 32796 Ehrenfest        | 2 marzo 1990      |
| 32893 van der Waals    | 9 marzo 1994      |
| 33012 Eddieirizarry    | 9 marzo 1997      |
| 33017 Wroński          | 9 aprile 1997     |
| 33160 Denismukwege     | 27 febbraio 1998  |
| 33319 Kunqu            | 28 giugno 1998    |
| 34892 Evapalisa        | 15 novembre 2001  |
| 35087 von Sydow        | 16 ottobre 1990   |
| 35137 Meudon           | 2 settembre 1992  |
| 35165 Québec           | 16 agosto 1993    |
| 35347 Tallinn          | 3 maggio 1997     |
| 35350 Lespaul          | 8 giugno 1997     |
| 35618 Tartu            | 25 aprile 1998    |
| 37561 Churgym          | 13 febbraio 1988  |
| 37596 Cotahuasi        | 9 novembre 1991   |
| 37607 Regineolsen      | 2 settembre 1992  |
| 37623 Valmiera         | 15 settembre 1993 |
| 37630 Thomasmore       | 9 ottobre 1993    |
| 37645 Chebarkul        | 8 febbraio 1994   |
| 37646 Falconscott      | 8 febbraio 1994   |
| 37782 Jacquespiccard   | 3 maggio 1997     |
| 37853 Danielbarbier    | 27 febbraio 1998  |
| 38018 Louisneefs       | 1º giugno 1998    |
| 38019 Jeanmariepelt    | 1º giugno 1998    |
| 38046 Krasnoyarsk      | 20 settembre 1998 |
| 39516 Lusigny          | 27 luglio 1987    |
| 39529 Vatnajökull      | 3 novembre 1989   |
| 39539 Emmadesmet       | 8 aprile 1991     |
| 39543 Aubriet          | 6 agosto 1991     |
| 39564 Tarsia           | 2 settembre 1992  |
| 39882 Edgarmitchell    | 1º marzo 1998     |
| 40007 Vieuxtemps       | 25 aprile 1998    |
| 40023 ANPCEN           | 25 aprile 1998    |
| 40092 Memel            | 28 giugno 1998    |
| 40227 Tahiti           | 20 settembre 1998 |
| 41107 Ropakov          | 1º novembre 1999  |
| 42485 Stendhal         | 18 gennaio 1991   |
| 42522 Chuckberry       | 8 febbraio 1994   |
| 42609 Daubechies       | 27 febbraio 1998  |
| 42697 Lucapaolini      | 1º giugno 1998    |
| 42776 Casablanca       | 18 ottobre 1998   |
| 43025 Valusha          | 1º novembre 1999  |
| 43767 Permeke          | 13 febbraio 1988  |
| 43768 Lynevans         | 15 febbraio 1988  |
| 43843 Cleynaerts       | 12 luglio 1993    |
| 44039 de Sahagún       | 27 febbraio 1998  |
| 46824 Tambora          | 26 giugno 1998    |
| 46829 McMahon          | 26 luglio 1998    |
| 46977 Krakow           | 18 settembre 1998 |
| 48451 Pichincha        | 2 agosto 1991     |
| 48529 von Wrangel      | 20 luglio 1993    |
| 48767 Skamander        | 3 maggio 1997     |
| 48909 Laurake          | 26 giugno 1998    |
| 49700 Mather           | 1º novembre 1999  |
| 52270 Noamchomsky      | 13 febbraio 1988  |
| 52295 Köppen           | 15 novembre 1990  |
| 52344 Yehudimenuhin    | 18 dicembre 1992  |
| 52387 Huitzilopochtli  | 20 luglio 1993    |
| 52457 Enquist          | 2 gennaio 1995    |
| 52681 Kelleghan        | 27 febbraio 1998  |
| 52767 Ophelestes       | 28 giugno 1998    |
| 55737 Coquimbo         | 11 febbraio 1988  |
| 56000 Mesopotamia      | 20 settembre 1998 |
| 58214 Amorim           | 2 settembre 1992  |
| 58221 Boston           | 23 gennaio 1993   |
| 58279 Kamerlingh       | 11 ottobre 1993   |
| 58931 Palmys           | 28 giugno 1998    |
| 65210 Stichius         | 2 marzo 2002      |
| 65859 Mädler           | 9 aprile 1997     |
| 69263 Big Ben          | 29 gennaio 1987   |
| 69434 de Gerlache      | 18 aprile 1996    |
| 69754 Mosesmendel      | 26 giugno 1998    |
| 69870 Fizeau           | 20 settembre 1998 |
| 73767 Bibiandersson    | 10 agosto 1994    |
| 73769 Delphi           | 10 agosto 1994    |
| 79144 Cervantes        | 2 febbraio 1992   |
| 79410 Wallerius        | 3 maggio 1997     |
| 85183 Marcelaymé       | 18 gennaio 1991   |
| 85185 Lederman         | 6 giugno 1991     |
| 85466 Krastins         | 3 maggio 1997     |
| 90717 Flanders         | 2 agosto 1991     |
| 90732 Opdebeeck        | 8 agosto 1992     |
| 91199 Johngray         | 20 settembre 1998 |
| 96327 Ullmann          | 5 marzo 1997      |
| 100007 Peters          | 13 febbraio 1988  |
| 100133 Demosthenes     | 15 settembre 1993 |
| 100229 Jeanbailly      | 10 agosto 1994    |
| 100231 Monceau         | 12 agosto 1994    |
| 100924 Luctuymans      | 1º giugno 1998    |
| 100934 Marthanussbaum  | 28 giugno 1998    |
| 100936 Mekong          | 26 giugno 1998    |
| 100940 Maunder         | 28 giugno 1998    |
| 101331 Sjöström        | 18 settembre 1998 |
| 113256 Prüm            | 13 settembre 2002 |
| 134346 Pinatubo        | 2 agosto 1991     |
| 134419 Hippothous      | 28 giugno 1998    |
| 142291 Dompfaff        | 12 settembre 2002 |
| 150316 Ivaniosifovich  | 1º novembre 1999  |
| 181702 Forcalquier     | 15 settembre 1988 |
| 181751 Phaenops        | 17 aprile 1996    |
| 219067 Bossuet         | 3 maggio 1997     |
| 235852 Theogeuens      | 14 gennaio 2005   |
| 257533 Iquique         | 6 febbraio 1998   |
| 314082 Dryope          | 6 febbraio 2005   |
| 321357 Mirzakhani      | 3 settembre 1994  |
| 322574 Werckmeister    | 24 agosto 1990    |
| 337044 Bobdylan        | 16 febbraio 1996  |
| 337166 Ivanartioukhov  | 1º novembre 1999  |
| 346886 Middelburg      | 15 novembre 1999  |